# ایلانت-سو-میلرون
ایلانت-سو-میلرون (به فرانسوی: Aillant-sur-Milleron) یک کمون در فرانسه است که در Canton of Châtillon-Coligny واقع شده‌است.

## خصوصیات
ایلانت-سو-میلرون ۲۶٫۹۳ کیلومترمربع مساحت و ۳۸۳ نفر جمعیت دارد.